# Urbanistica medievale

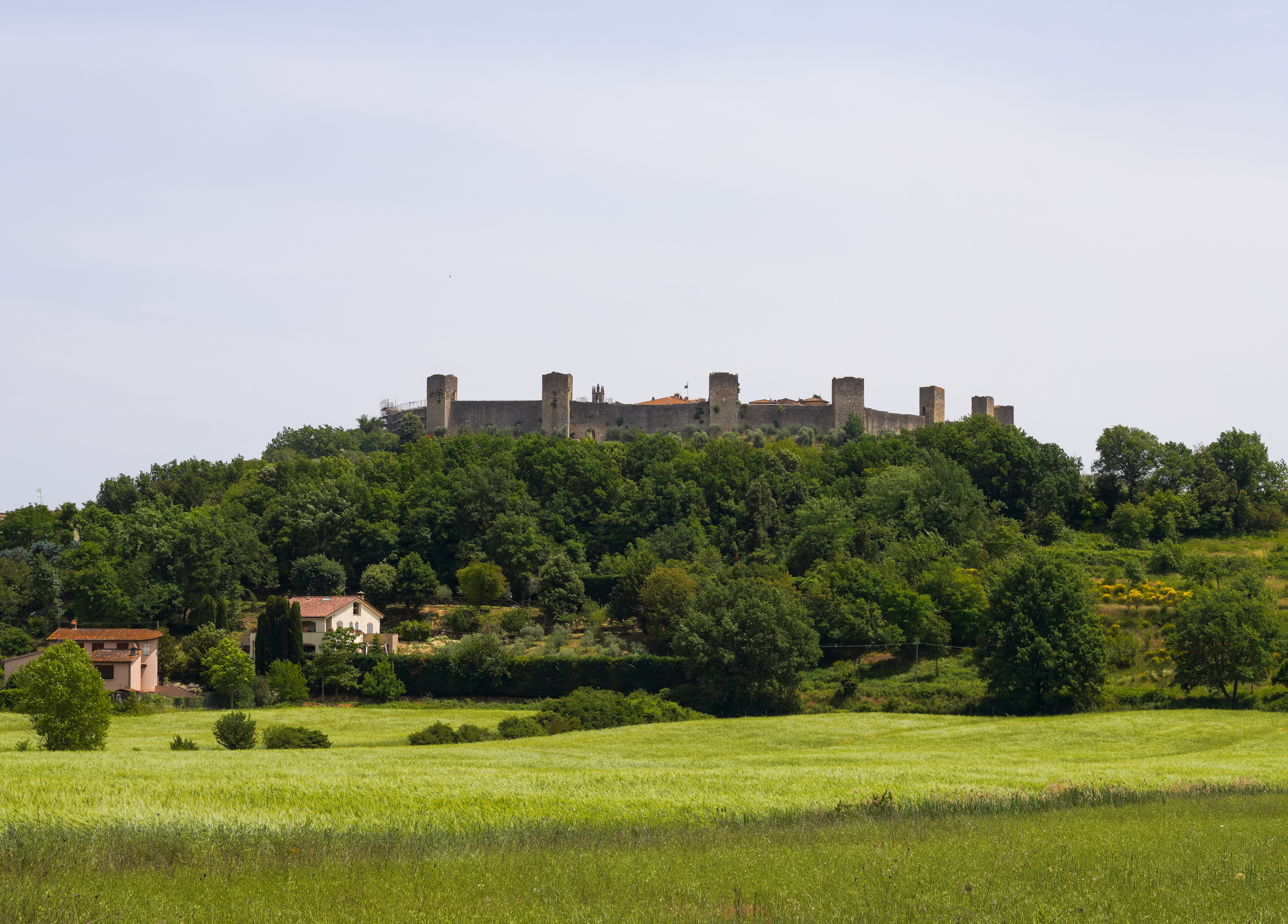
Monteriggioni

L'urbanistica medievale è lo studio dell'evoluzione degli insediamenti umani durante il Medioevo e comprende lo studio dei nuclei urbani di nuova fondazione e dei loro schemi tipologici, delle trasformazioni territoriali e dell'evoluzione delle città preesistenti. Costituisce una periodizzazione della storia dell'urbanistica.

## Caratteri generali
Fino a qualche decennio fa lo studio dell'urbanistica medievale era piuttosto trascurato. In particolare era trascurato lo studio dei centri di nuova fondazione, rispetto allo studio dell'urbanistica delle grandi città, nonostante i centri urbani nati in tale periodo siano un gran numero. Inoltre l'enfasi data all'urbanistica romana con i suoi chiari tracciati ortogonali e alle teorizzazioni rinascimentali sulla città ideale a schema centrale, faceva trascurare l'urbanistica medievale, anche a causa di pregiudizi relativi alla natura spontanea e disordinata degli insediamenti medievali.
Invece il medioevo fu l'epoca in cui sorsero moltissimi dei centri abitati odierni, secondo modalità insediative complesse che comprendono nuclei nati spontaneamente ed altri sorti sulla base di un preciso progetto urbanistico e costruiti tramite un intervento unitario, di solito realizzato in tempi brevi e con una precisa conformazione geometrica.
Non sempre tuttavia la distinzione tra formazione urbane "spontanee" e "pianificate" è totalmente chiara, soprattutto durante il Medioevo. Durante questo periodo, neppure i tempi brevi della realizzazione e la regolarità della conformazione geometrica sono assolutamente determinanti per distinguere l'intenzionalità della pianificazione urbanistica. Esistono infatti centri urbani dalla geometria irregolare frutto di un preciso piano, strutture regolari determinate solo dalla topografia dei luoghi e nuclei urbani cresciuti lentamente nel tempo secondo un concetto urbanistico preciso e condiviso, come elaborazione anonima e collettiva, anche se non restituibile in uno schema geometrico.
Alcuni studiosi hanno infatti contestato la consolidata espressione di "crescita spontanea" che inquadra le complesse strutture di centri piccoli e grandi in un concetto casualità, mentre l'apparenza "caotica" di molti insediamenti è il possibile prodotto di stratificazioni storiche più che della mancanza di pianificazione.
L'immagine complessiva della città, dalla sua forma complessiva, anche senza piani determinati, ai rapporti tra edifici privati e spazi pubblici erano sempre frutto della volontà ed al centro della vita sociale e politica della città che si dotava di specifici regolamenti relativi per esempio alla possibilità di creare aggetti, all'obbligo di realizzare portici, alla forma delle finestre, ai materiali utilizzabili, agli allineamenti da tenere.
Accanto ai nuovi insediamenti pianificati che comprendono sia centri piccoli e medi che città (Alessandria, Udine, Cuneo), i maggiori centri urbani continuarono ad essere quelli preesistenti quasi sempre di origine romana. Relativamente all'evoluzione di tali città la storia dell'urbanistica risente del dibattito storiografico generale che esprime diverse valutazioni. Inoltre occorre tener conto la grande durata del periodo che chiamiamo Medioevo che mal si concilia con generalizzazioni eccessive e con le differenze regionali che carattere regionale, che rendono impossibile parlare di un unico modello di città medievale.
Uno dei termini del dibattito riguarda la continuità tra le città del periodo altomedievale con l'epoca tardoantica per quel che riguarda la struttura economica, il controllo del territorio e le strutture urbanistiche stesse ed in particolare le mura.
A sottolineare una sostanziale discontinuità furono gli intellettuali del Risorgimento che nella nascita dei liberi comuni videro una rinascita politica e una rifondazione materiale. Gli studi di Henri Pirenne misero in evidenza invece gli aspetti economici nei processi di crescita urbana rimarcardo la presenza di un centro commerciale e di un centro difensivo nella nascita o nella rinascita di tutte le città medievali. Nel secondo dopoguerra hanno prevalso le tesi di continuità tra città antica e città medievale, precomunale e comunale, sia per quel che riguarda le funzioni amministrative, che le attività economiche e le strutture fisiche ed urbanistiche; questo quanto meno per l'Italia ed in genere l'Europa mediterranea.

## I nuovi insediamenti

### Fasi storiche
I nuovi insediamenti nascono in successive fasi storiche nel lungo periodo costituito dal medioevo. 
Nel VI e VII secolo sorgono Comacchio e Ferrara fondate dai bizantini dell'Esarcato, insieme a centri oggi minori come Voghenza (Ferrara), come castrum per la difesa del territorio.
Rari sono invece i centri sorti nell'VIII secolo, come Villanova (Modena), sotto il dominio longobardo.
Tra X e XI secolo vengono creati, soprattutto per iniziativa signorile, nuovi insediamenti recintati, ubicati in posizione sommitale. Essi sono caratterizzati da scarso sviluppo dimensionale e scarsa regolarità d'impianto e avevano come obiettivo il popolamento e il controllo del territorio. Tale fenomeno, definito incastellamento a partire dagli studi dello storico francese Pierre Toubert sull'area laziale, consistette nella trasformazione dagli insediamenti sparsi in villaggi fortificati (castrum o castellum). Studi successivi hanno tuttavia mostrato come l'incastellamento possa riguardare anche la fortificazione di villaggi preesistenti, caratterizzati da forme di organizzazione curtense.
A tale tipologia di insediamenti corrispondono anche i castelnau francesi ed anche gli agglomerati sorti intorno a centri monastici. Probabilmente a questo periodo sono dovuti i primi schemi urbanistici radiali, dovuti alla posizione su un'altura tondeggiante che determina un perimetro tendente al circolare ed a un doppio sistema stradale concentrico o radiale. Oltre alla presenza di strutture difensive, altri elementi contribuiscono a creare le condizioni di un habitat sparso sul territorio, fuori dalle città: insediamenti monastici, pievi rurali, luoghi di fiere.
Invece a partire dal XII secolo, ma soprattutto tra XIII e XIV secolo, sorsero in tutta Europa numerosi centri urbani di "colonizzazione", al fine di popolare o ripopolare e controllare aree poco urbanizzate o rimaste in posizione marginale durante l'Alto medioevo, ed in particolare alle aree di pianura, impaludate. Le cause di questo fenomeno, particolarmente imponente nelle aree fuori dall'Italia, meno urbanizzate in epoca romana, ma anche nell'Italia centro-settentrionale, sono molteplici e variabili a seconda delle regioni geografiche.

### Caratteri delle nuove fondazioni
Si impose nuovamente lo schema urbanistico ortogonale sia pure con notevoli varianti; generalmente i nuovi insediamenti presentavano cioè una struttura con due serie di assi stradali tra di loro perpendicolari, a formare una griglia più o meno regolare. Il modello, che si impone fin dal XIII secolo, trovò piena maturazione nel XIV secolo con esempi complessi in cui si trovano elementi complessi come la regolarità geometrica dell'impianto, l'impianto ortogonale e la tendenziale rettilineità delle strade, la differenziazione e la gerarchia degli spazi pubblici, la formazione di effetti di prospettiva centrale che rappresentano un'anticipazione della cultura urbana propria del Rinascimento.
L'iniziativa degli insediamenti di nuova fondazione fu delle città comunali, ma anche di sovrani e signori o di leghe di città (Cherasco, Fossano, Alessandria). Talora i borghi nuovi sorsero anche dalla convergenza spontanea di comunità, come nel caso di Cuneo. La fondazione era causata principalmente dall'esigenza di presidiare il territorio con insediamenti che assicurassero contemporaneamente la difesa, il controllo e la colonizzazione di parti di territorio, spesso da bonificare con il disboscamento e la realizzazione di opere idrauliche ed avviare allo sfruttamento agricolo, richiamando nuovi abitanti con agevolazioni fiscali e con la concessione di nuovi diritti, tali da mutarne spesso la condizione di servi in quella di uomini liberi ovvero mediante atti d'imposizione.
Tale tipo d'insediamenti era spesso chiamato "villa nuova o terra nuova" oppure "castello nuovo" o "borgo nuovo o borgo franco" come ancora ricordano diversi toponimi in Germania, come in Inghilterra, Italia (Castelfranco, Villanova, Terranova, Borgonovo, Castelnuovo), e Francia (Villefranche, Franqueville, Francheville, Neuville, Villeneuve, Villenouvelle).

### Italia

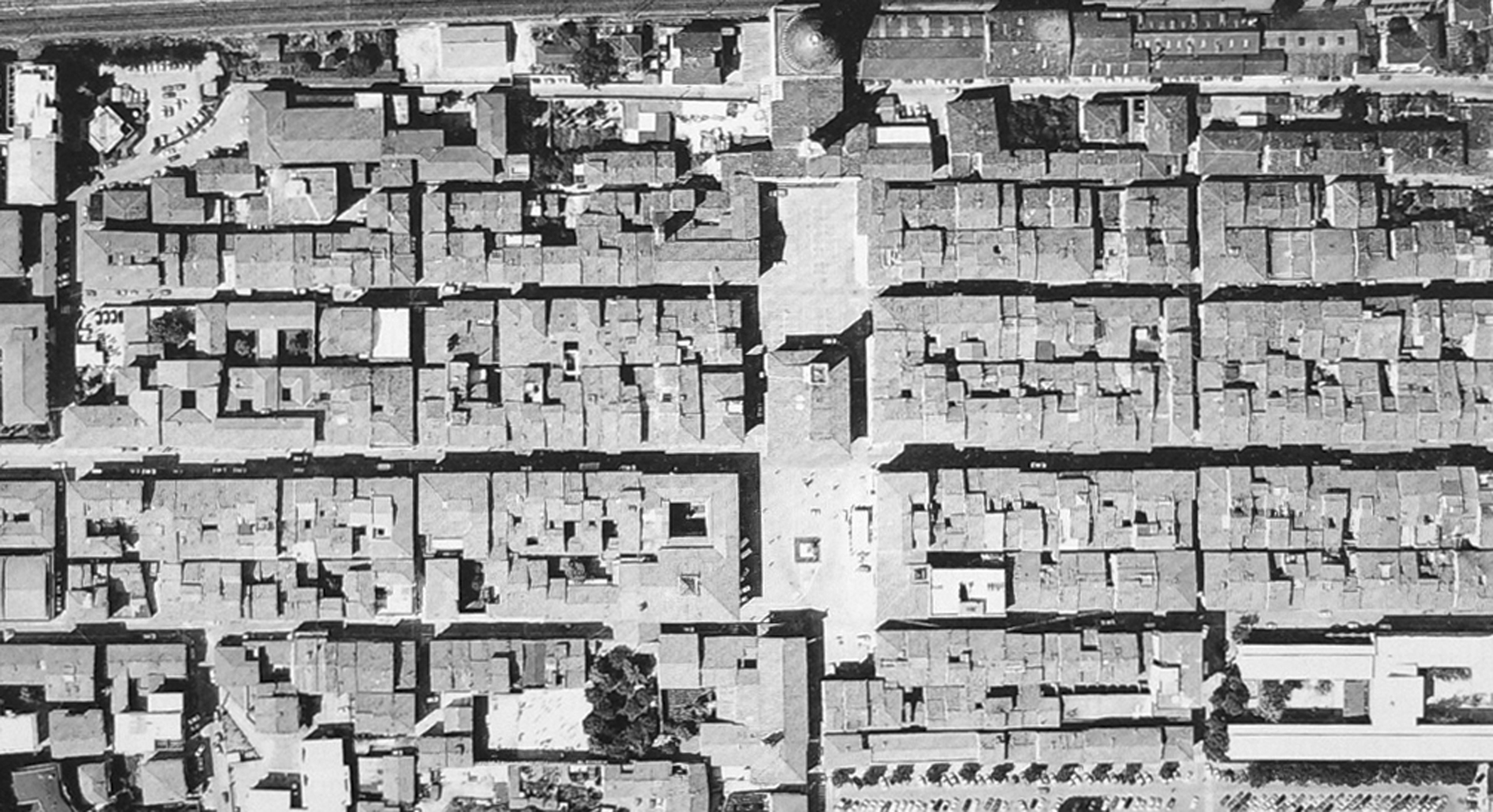
Il centro di San Giovanni Valdarno che evidenzia lo schema urbanistico

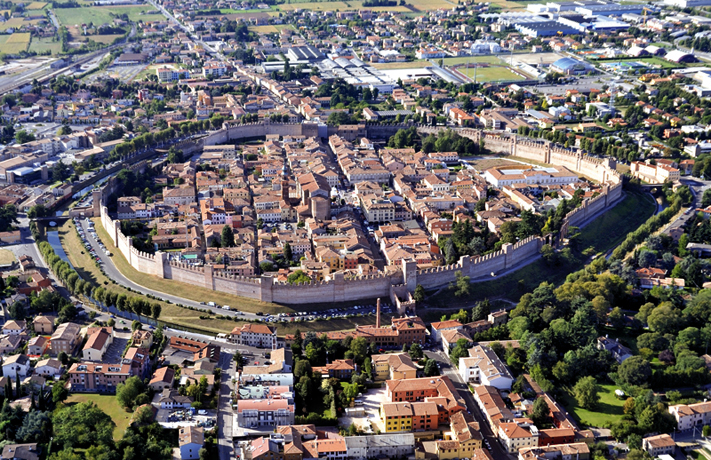
Cittadella (Padova)

Un esempio dei nuovi insediamenti italiani sono le "terre nove" fiorentine: Castelfranco, San Giovanni Valdarno e Terranuova Bracciolini, edificate nel Valdarno Superiore, in cui Firenze voleva consolidare il controllo, secondo uno schema ortogonale attribuito ad Arnolfo di Cambio e munite di cinte murarie. Dai fiorentini furono fondate anche Firenzuola e Scarperia nel Mugello.
Tra gli altri centri di nuova fondazione si possono ricordare quelli fondati da:
- Genova (Chiavari, Villanova)
- Albenga (Villanova d'Albenga)
- Siena (Monteriggioni, Lucignano, Talamone)
- Lucca (Pietrasanta, Camaiore)
- Pisa (Castelfranco)
- Volterra (Lustignano, Castel Volterrano)
- Mantova (Borgofranco)
- Bergamo (Romano di Lombardia, Comun Nuovo)
- Brescia (Orzinuovi)
- Cremona (Soncino)
- Piacenza (Borgonovo)
- Treviso (Castelfranco Veneto)
- Padova (Cittadella, Montagnana),
- Verona (Villafranca)
- Bologna (Castelfranco Emilia, Castelbolognese)
- Novara (Borgomanero)
- Vercelli (Gattinara, Serravalle Sesia, Piverone, Crescentino, Tricerro)
- Asti (Cuneo, Montechiaro, Magliano Alfieri, Costigliole, Villafranca, Dusino, Poirino, Villanova)[14].

Nel solo Nord Italia si possono enumerare centinaia di nuovi borghi. Una ricerca non esaustiva enumera 222 nuovi borghi così distribuiti nelle cinque regioni del Nord: Veneto 53, Lombardia 43, Piemonte 62, Liguria 23, Emilia 41.
Non mancano casi di fondazione dovuta non all'iniziativa delle città ma dei poteri signorili. Troviamo feudatari piccoli o grandi impegnati nella realizzazione di nuovi centri abitati per assicurarsi il controllo del territorio. In Piemonte furono attivi i duchi di Savoia.
Particolari casi di città di fondazione furono Alessandria, fondata non da una città madre ma dall'intera Lega Lombarda in funzione anti imperiale.
Nelle Marche troviamo nuovi centri urbani voluti dal papato (Altidona, Appignano, Castelraimondo)
Non mancarono fondazioni dovute all'iniziativa regia, soprattutto nel sud Italia, come Manfredonia, Antrodoco, Cittareale, Alcamo, Cittaducale e soprattutto L'Aquila, fondata come centro di un'intera comunità, formato da numerosi villaggi rurali incastellati posti sui rilievi intorno al punto prescelto per la nuova città.

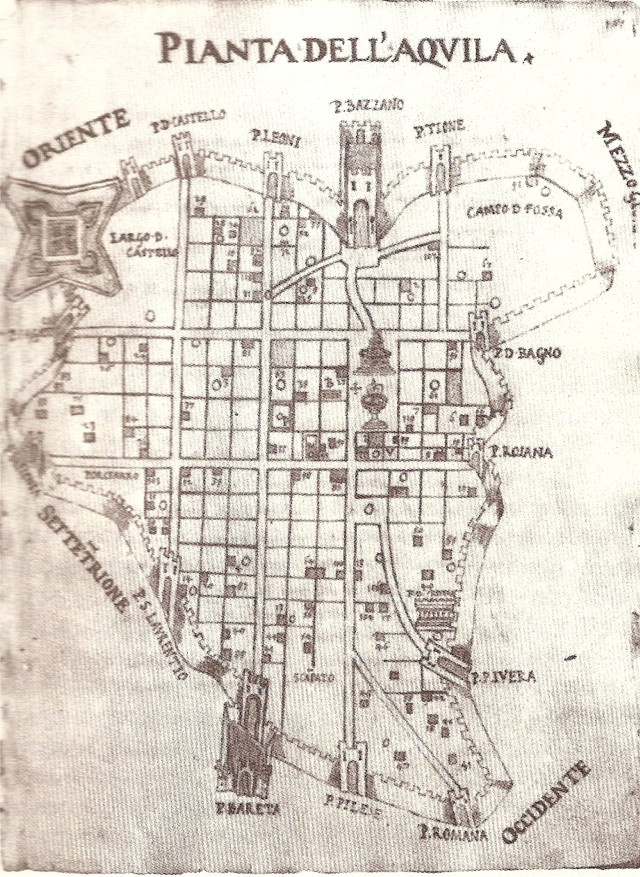
pianta dell'Aquila

### Europa
In area tedesca, oltre alla fondazione di moltissimi borghi (freiburg) nei vari land (Neustadt), si assiste, soprattutto dalla metà del XII fino al XIV secolo soprattutto in relazione alla colonizzazione tedesca orientale, in un ambito cronologico che va ad un vasto movimento di colonizzazione mosse verso oriente, in Slesia, Moravia e oltre l'Elba, con la fondazione di numerosissimi centri di fondazione, fino ed oltre la Polonia e la Romania., grazie anche agli ordini militari. A dare impulso alla fondazione di nuove città fu anche la cosiddetta legge di Magdeburgo che, adottata nei nuovi centri assicurava una certa autonomia e libertà economica. Altri centri furono fondati dalla corona polacca. Tra i centri fondati in tale periodo alcuni sono diventati grandi città (Danzica, Mariemburg, Breslavia, Varsavia, Leopoli, Poznań).

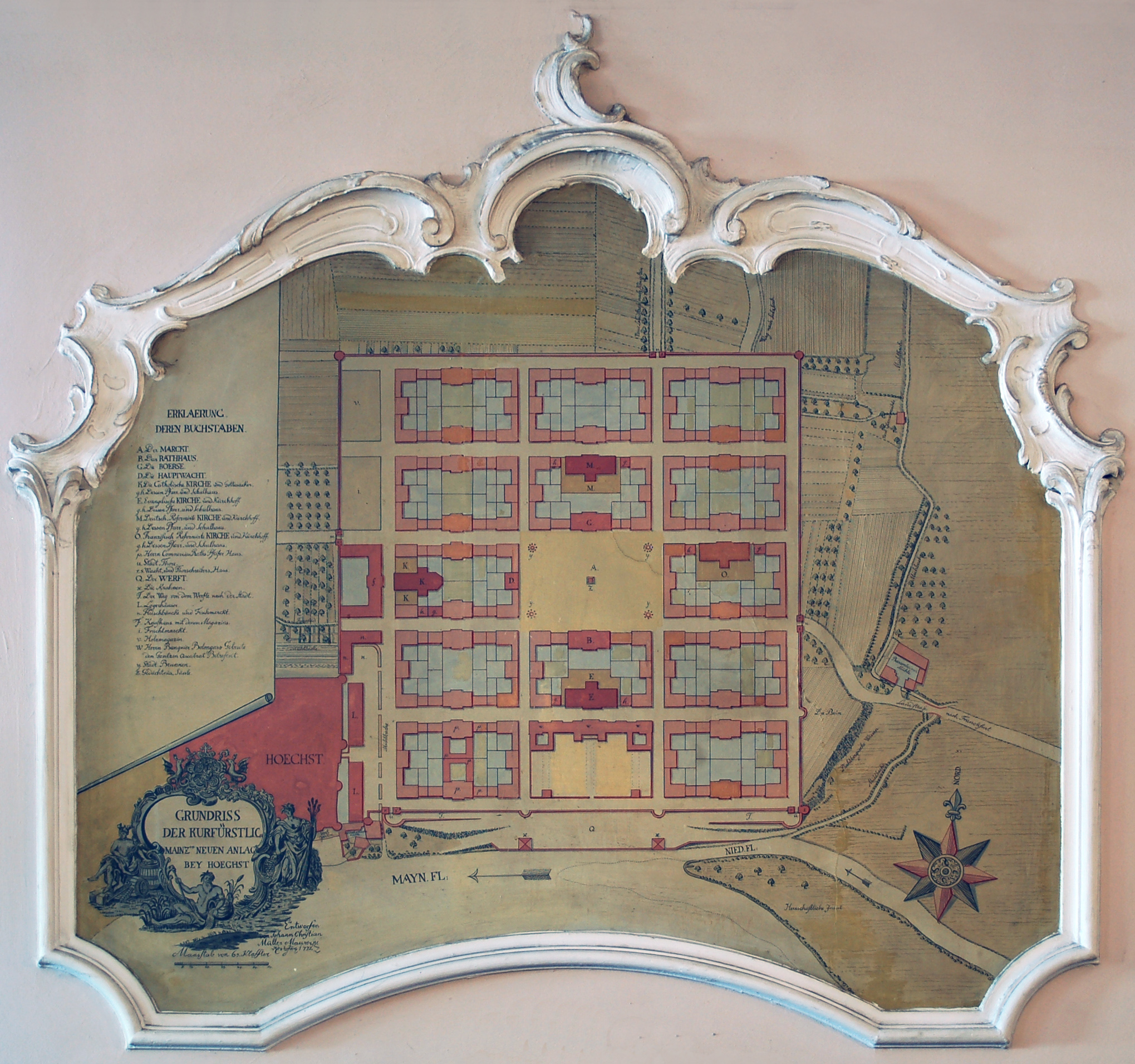
Neustadt
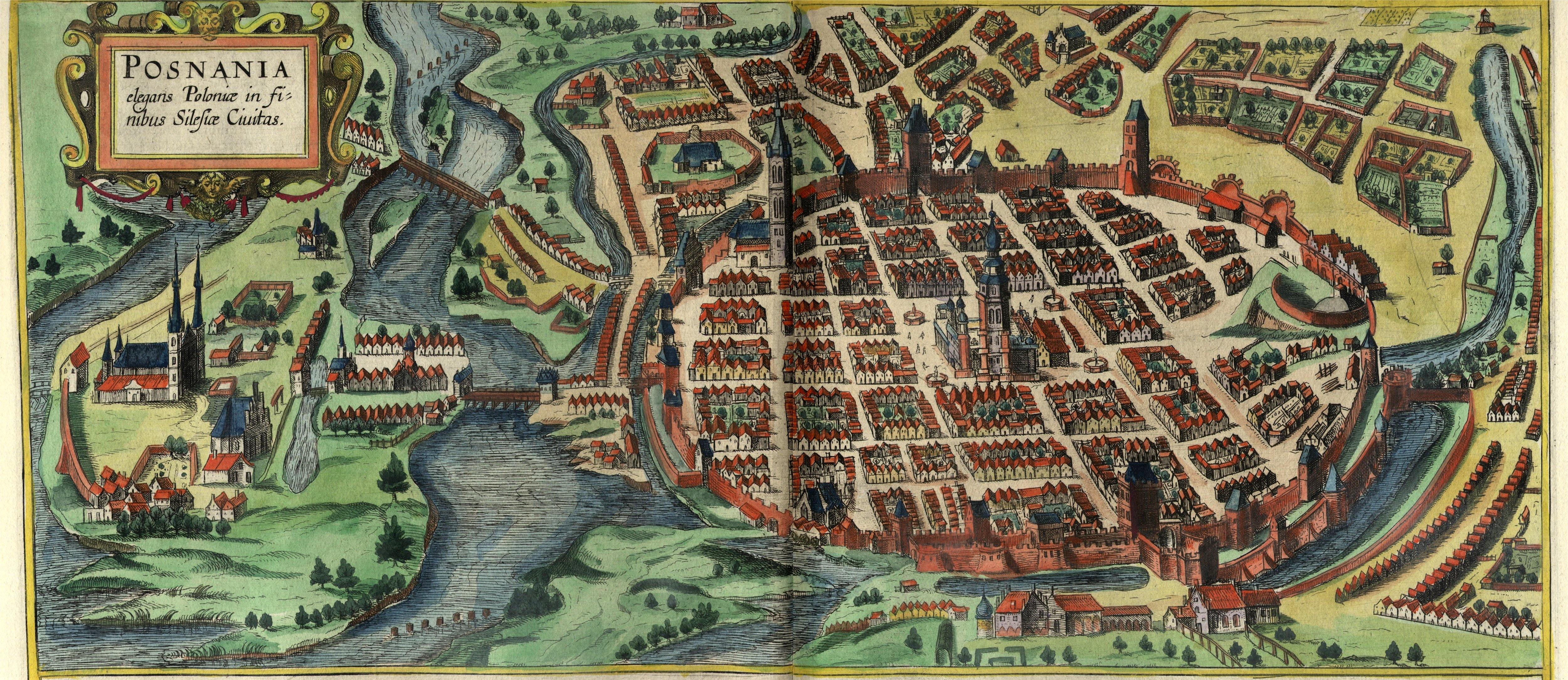
Poznan, XIII secolo

Anche la Svizzera e la penisola iberica (in relazione alla reconquista sono investite dal fenomeno, che assume pertanto carattere e importanza di movimento europeo.
In Inghilterra le nuove fondazioni sorsero per iniziativa regia, per consolidare conquiste territoriali recenti verso il Galles (Conwy), per ragioni militari o per consentire lo sfruttamento di territori da colonizzare o bonificare.
In Francia sorsero numerose villeneuves e bastides, soprattutto a sud, su iniziativa regia o di grandi feudatari per assicurare il controllo militare sul territorio o sui confini. Nell'attività di ripopolamento agricolo furono attivi anche gli ordini religiosi (in particolare i cistercensi i cui insediamenti, come Mirande, erano caratterizzate da una maglia quadrata) per colonizzare territori agricoli. Quasi nessuna di esse dette vita a centri urbani particolarmente importanti. Particolarmente interessante la città di Aigues-Mortes fondata da Luigi IX di Francia.
Gli schema urbanistici delle bastides furono vari anche se prevale la struttura con due coppie di assi ortogonali a delimitare una piazza centrale che forse furono da modello alle "terre nove" fiorentine. Non mancarono schemi circolari come quello utilizzato a Créon

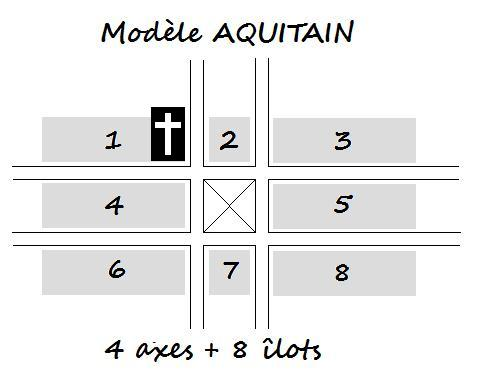
Lo schema di bastide prevalente in Aquitania
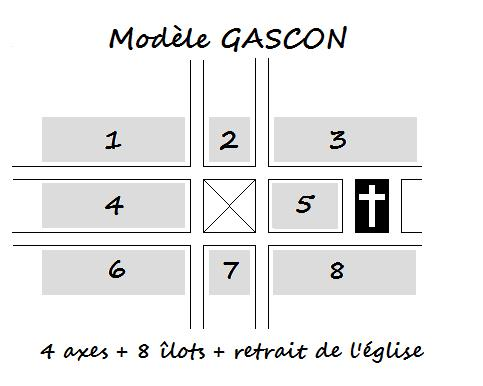
Lo schema di bastide prevalente in Guascogna
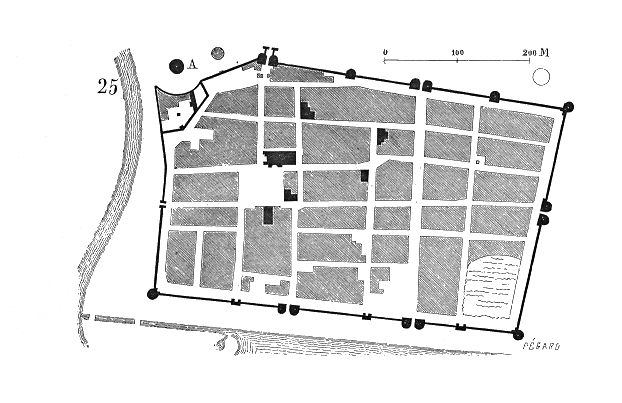
La struttura urbana di Aigues-Mortes

### Schemi tipologici

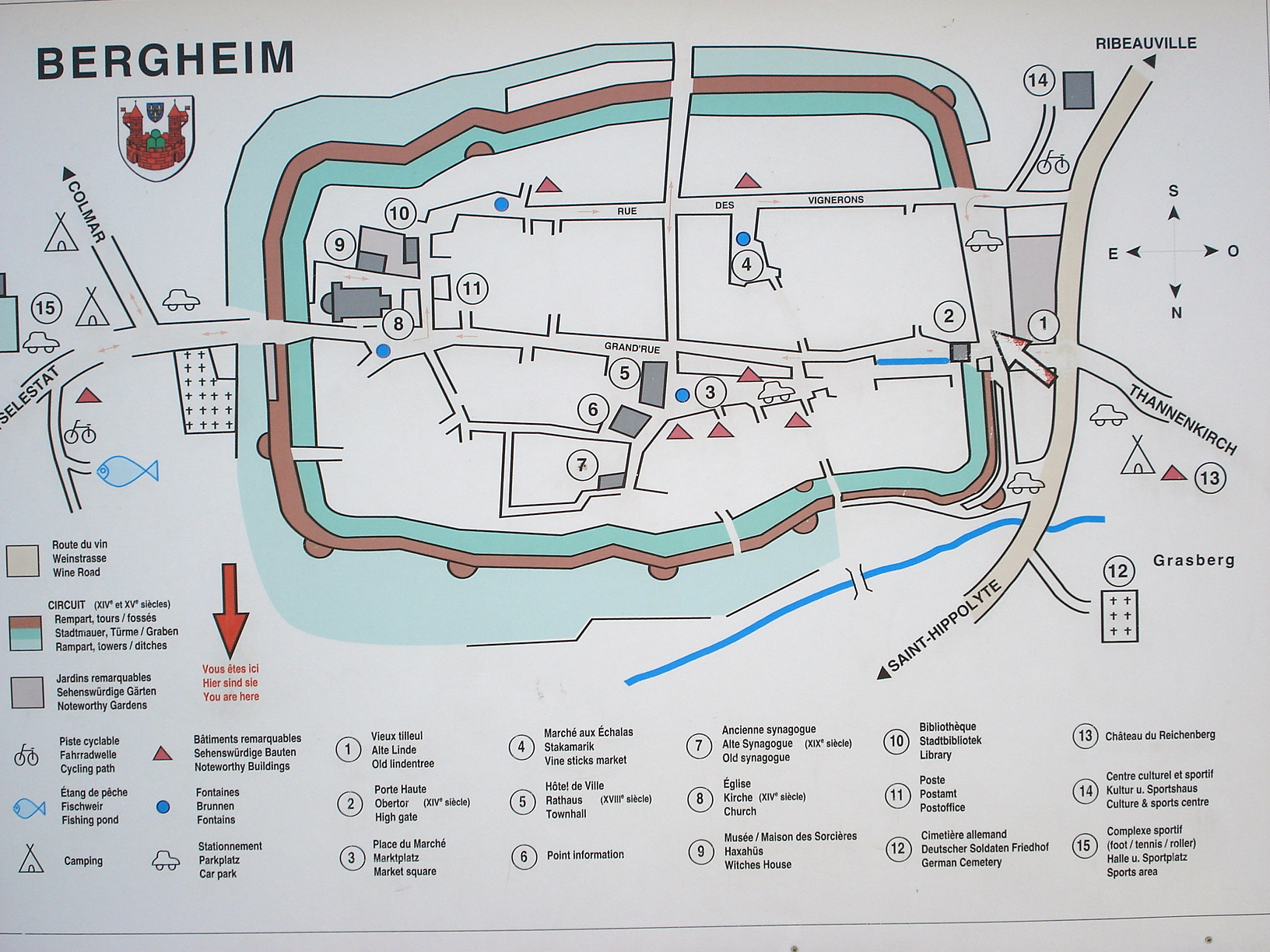
schema planimetrico di Bergheim (Francia)

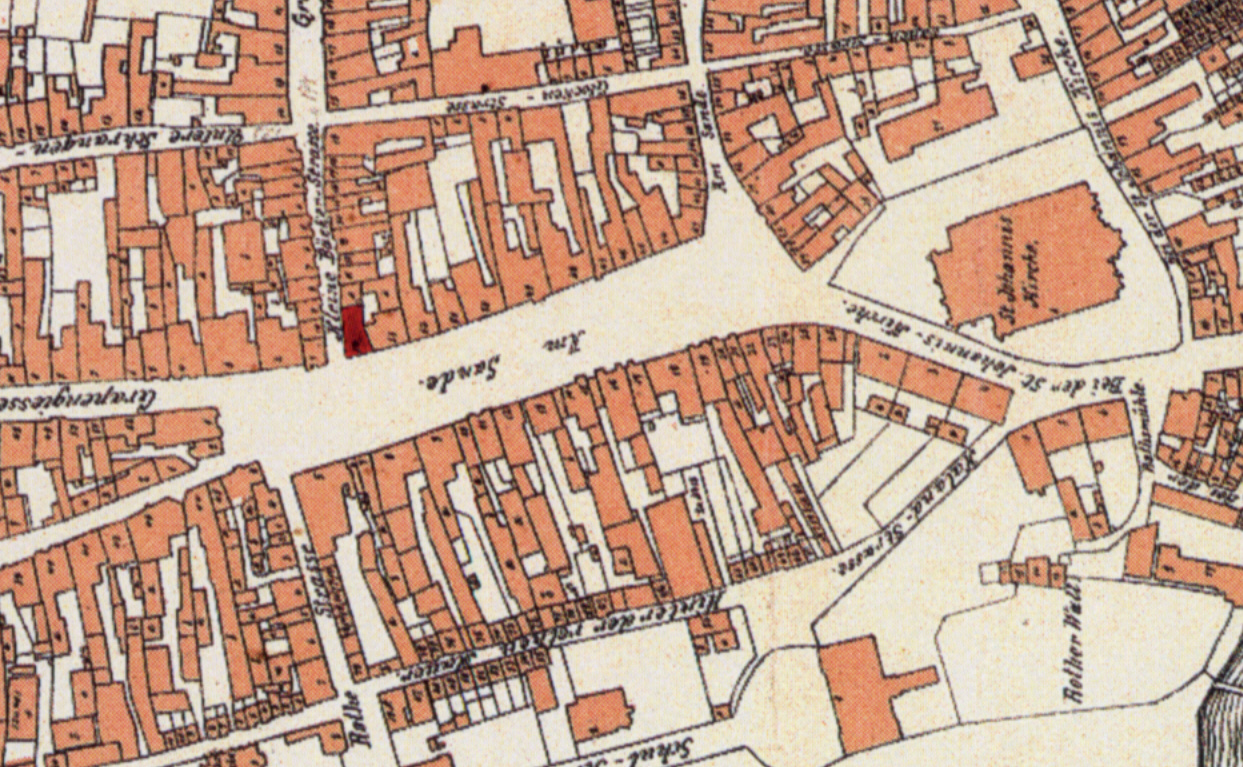
Il centro di Lüneburg

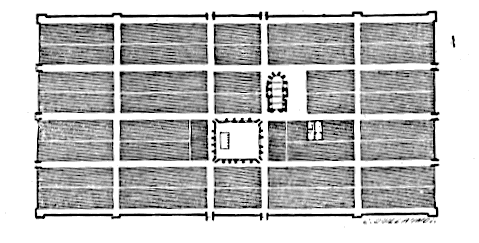
Montpazier (Francia)

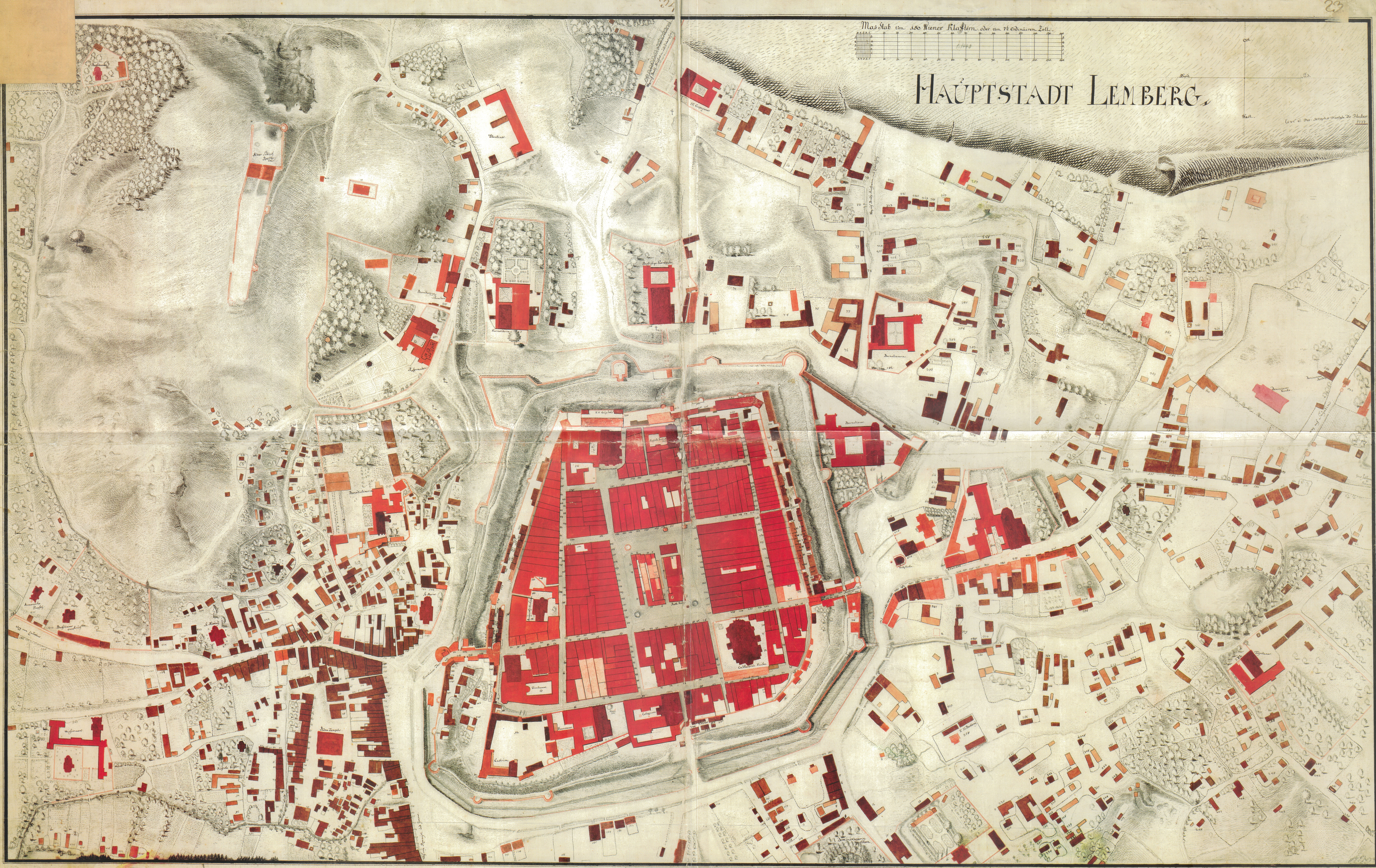
Leopoli

I nuovi centri abitati sorti nel medioevo, pianificati o meno, presentano varie morfologie e si prestano ad una catalogazione più o meno analitica:
1. II tipo elementare d'insediamento fu quello lineare generato da una strada. Tale tipologia è presente in tutta Europa (in Germania prende il nome di langstrassendorf) e può presentare a volte un allargamento della strada, a formare una piazza.
2. Un'evoluzione del tipo precedente si ha quando alla strada principale si affiancano altre strade parallele
3. Analogo al primo è l'insediamento nato ad un incrocio di strade, generato cioè da due assi perpendicolari
4. L'evoluzione del tipo precedente è una «scacchiera» in cui si incrociano due serie di strade perpendicolari, formando isolati quadrangolari. Questa tipologia, la più importante tra i centri di nuova fondazione, si differenzia ulteriormente per la gerarchizzazione dei vari assi viari e l'inserimento di una o più piazze ed edifici dominanti (palazzo, cattedrale, ecc.) che polarizzano la struttura urbana.
5. Lo schema radiocentrico, presenta un contorno più o meno circolare. Le varianti possono essere date dalla presenza di un elemento dominante al centro, dal posizionamento su un'altura, dalla prevalenza delle strade radiali o degli anelli concentrici (Lucignano).

## L'evoluzione delle città
Ugualmente, anche le città preesistenti, quasi tutte d'impianto romano, passarono prima da una fase di ripiegamento e contrazione in cui l'insediamento si ridusse all'interno delle mura ed a volte addossandosi alle maggiori strutture edilizie romane e successivamente ad una fase di espansione con la costruzione di una nuova cerchia di mura, la formazione di borghi extramurari e l'edificazione di nuove mura in un ciclo che spesso si dovette ripetere a distanza di poco più di un secolo. Esemplare a tale proposito è l'evoluzione urbanistica di Firenze e delle sue mura nel Medioevo.

### La contrazione urbana nell'alto medioevo
In epoca tardoantica ed in parte in quella altomedievale, i centri urbani conobbero un decremento demografico ed una perdita di peso economico. Alcune città fiorenti in epoca romana furono completamente abbandonate. Altre contrassero il centro abitato finendo per non occupare più l'area urbana all'interno delle mura di cinta e finendo per fortificare le emergenze architettoniche e monumentali del passato romano che divennero fortilizi come per esempio a Firenze il teatro romano. In alcuni casi durante il periodo delle guerre tra Bizantini e Goti e poi Longobardi fu realizzata una cinta muraria contratta rispetto a quella di epoca imperiale, che circondava l'area limitata del centro religioso e amministrativo (Luni e forse Firenze). 
A loro volta i conquistatori longobardi si stabilivano inizialmente spesso in posizione periferica, a volte fuori dalle mura.
In tale situazione si creò una situazione urbanistica frammentata, con insediamenti disordinati ed isolati, alternati a spazi liberi, che a Roma assunsero addirittura caratteri rurali. 
Tuttavia la maggior parte delle città presenti in epoca tardoantica presentano una continuità d'insediamento fino al medioevo.

### Ampliamenti urbani e nuove mura

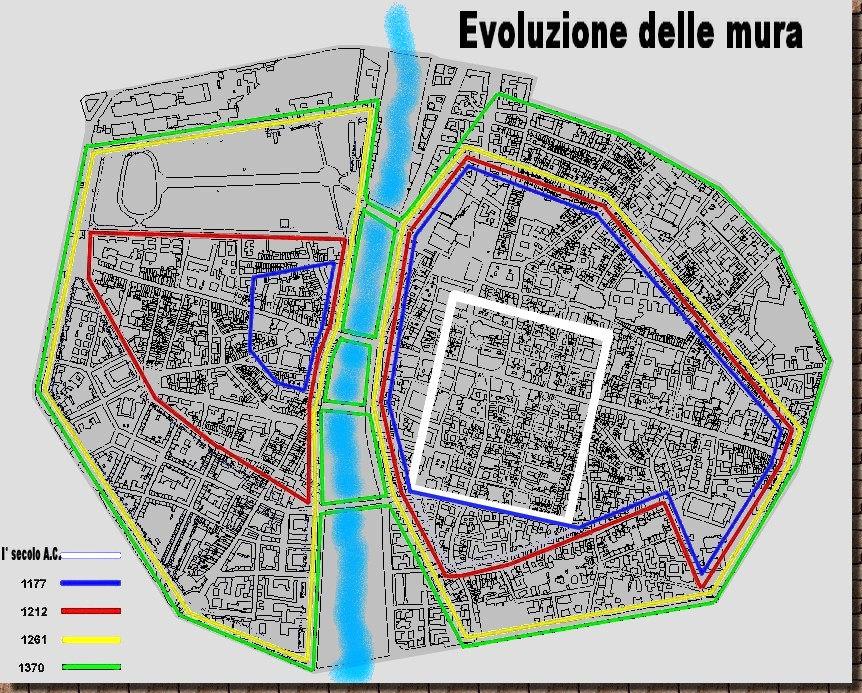
Gli ampliamenti di Parma a partire dalla città romana

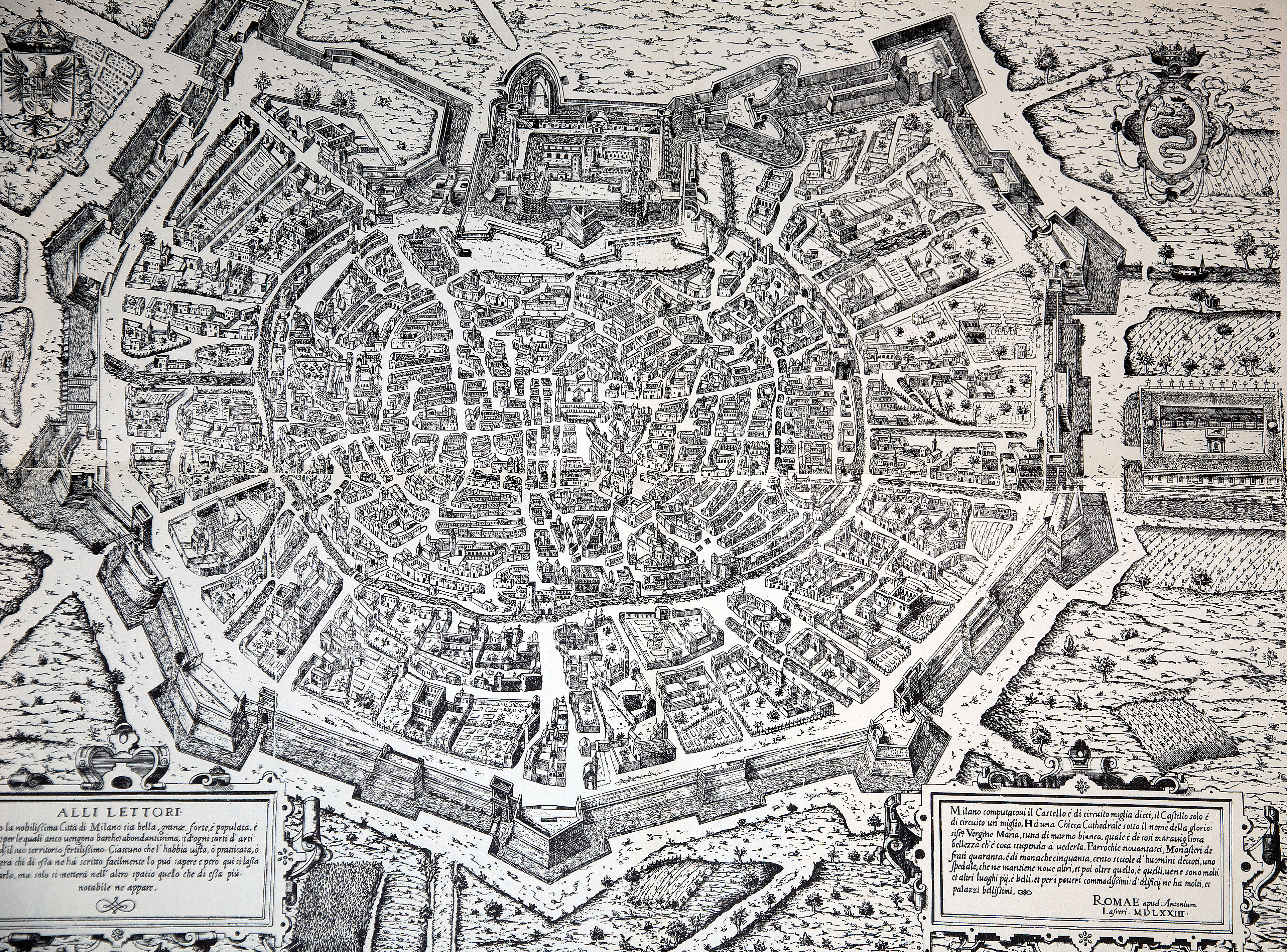
Milano

Tra il XII ed il XIV secolo, in Italia ma anche in altre aree dell'Europa, si assiste a profonde trasformazioni delle città con un'intensa attività edilizia e importanti interventi urbanistici.
Le città si ingrandiscono a seguito del forte incremento della popolazione dovuto all'inurbamento. Si sviluppano attività produttive e commerciali che consentono l'affermarsi di ceti sociali borghesi organizzati nelle associazioni di arti e mestieri.
Tale crescita avviene al di fuori delle mura altomedievali e rende necessario ampliare le cinte murarie, spesso varie volte a distanza di circa un secolo, come a Firenze.

### Libero comune e strutturazione degli spazi pubblici
La crescita urbanistica è accompagnata a trasformazioni urbanistiche anche nel centro della città, dove sorgono nuovi edifici pubblici, piazze, chiese e cattedrali.
Infatti le città, a partire dal XII secolo dimostrano un particolare interesse per la conformazione degli spazi civici ed in particolare delle piazze, identificando tali luoghi e gli edifici pubblici che vi si affacciavano con l'identità cittadina e con l'autorità del potere pubblico. Nasce una nuova attenzione verso la regolarità delle strade cittadine, che vengono a volte raddrizzate. Rigidi regolamenti come quello di Siena del 1309 per la Piazza del Campo arrivano a imporre l'uniformità delle finestre e degli sporti privati verso la piazza.
Tale attenzione alla conformazione delle piazze, punti nodali e centro di aggregazione sociale ed economico delle città, arriva fino a sviluppare sofisticati modelli geometrico-proporzionali come per esempio nella piazza di Pisa (1000-1155) o simbologie iconografiche come nella Piazza del Campo di Siena (1280-1310) nella cui forma è stato rintracciato il simbolo del mantello protettivo.
In ogni caso possiamo comunque leggere intenzionalità pianificatrice e criteri compositivi codificati o comunque ripetuti e tracce di una progettazione attenta ai rapporti visivi tra i monumenti, strade ed edilizia, sia nei centri di nuova fondazione che nelle città preesistenti, secondo schemi in cui il potere economico e politico organizza lo spazio pubblico. Questo in una gran varietà di soluzioni, con spazi simmetrici e soluzioni di geometria più complessa come la forma trapezoidale.
Importante per la strutturazione urbana sono anche i rapporti tra le varie piazze che si impongono nel tessuto edilizio, anche quando questo è ancora caratterizzato dai tracciati regolari della città romana. Si impone il modello con tre piazze, costituenti tre poli coordinati, più o meno lontani tra di loro: la piazza del potere politico con il palazzo civico e la piazza del potere religioso con la cattedrale ed il palazzo vescovile, che rappresentano chiaramente i due poli della vita pubblica medievale, a cui si aggiungeva di solito la terza piazza del mercato, come ad esempio, a Siena, a Prato,  a Padova e a San Gimignano.